# Seznam zápasů francouzské fotbalové reprezentace na mistrovství světa
Francouzská fotbalová reprezentace byla celkem 16x na mistrovstvích světa ve fotbale a to v roce 1930, 1934, 1938, 1954, 1958, 1966, 1978, 1982, 1986, 1998, 2002, 2006, 2010, 2014, 2018 a 2022.
- Aktualizace po MS 2022 .- Počet utkání - 73 - Vítězství - 41x - Remízy - 9x - Prohry - 23x

| Číslo | Soupeř                | Výsledek                | MS      | Fáze turnaje       | Góly Francie |
| ----- | --------------------- | ----------------------- | ------- | ------------------ | --- |
| 1.    | Mexiko                | 4 – 1                   | MS 1930 | skupina 1          | Lucien Laurent, Marcel Langiller, André Maschinot (2)                                                                             |
| 2.    | Argentina             | 0 – 1                   | MS 1930 | skupina 1          | Ne |
| 3.    | Chile                 | 0 – 1                   | MS 1930 | skupina 1          | Ne |
| 4.    | Rakousko              | 2 – 3 (PP)              | MS 1934 | první kolo         | Jean Nicolas, Georges Verriest (penalta)                                                                                          |
| 5.    | Belgie                | 3 – 1                   | MS 1938 | první kolo         | Émile Veinante, Jean Nicolas (2)                                                                                                  |
| 6.    | Itálie                | 1 – 0                   | MS 1938 | čtvrtfinále        | Oscar Heisserer |
| 7.    | Jugoslávie            | 0 – 1                   | MS 1954 | základní skup. A   | Ne |
| 8.    | Mexiko                | 3 – 2                   | MS 1954 | základní skup. A   | Jean Vincent, Raúl Cárdenas (vlastní MEX), Raymond Kopa (penalta)                                                                 |
| 9.    | Paraguay              | 7 – 3                   | MS 1958 | základní skup. B   | Just Fontaine (3), Roger Piantoni, Maryan Wisnieski, Raymond Kopa, Jean Vincent                                                   |
| 10.   | Jugoslávie            | 2 – 3                   | MS 1958 | základní skup. B   | Just Fontaine (2) |
| 11.   | Skotsko               | 2 – 0                   | MS 1958 | základní skup. B   | Raymond Kopa, Just Fontaine |
| 12.   | Severní Irsko         | 4 – 0                   | MS 1958 | čtvrtfinále        | Maryan Wisnieski, Just Fontaine (2), Roger Piantoni                                                                               |
| 13.   | Brazílie              | 2 – 5                   | MS 1958 | semifinále         | Just Fontaine, Roger Piantoni |
| 14.   | SRN                   | 6 – 3                   | MS 1958 | o 3. místo         | Just Fontaine (4), Raymond Kopa (penalta), Yvon Douis                                                                             |
| 15.   | Mexiko                | 1 – 1                   | MS 1966 | základní skup. A   | Gérard Hausser |
| 16.   | Uruguay               | 1 – 2                   | MS 1966 | základní skup. A   | Héctor De Bourgoing (penalta) |
| 17.   | Anglie                | 0 – 2                   | MS 1966 | základní skup. A   | Ne |
| 18.   | Itálie                | 1 – 2                   | MS 1978 | základní skup. 1   | Bernard Lacombe |
| 19.   | Argentina             | 1 – 2                   | MS 1978 | základní skup. 1   | Michel Platini |
| 20.   | Maďarsko              | 3 – 1                   | MS 1978 | základní skup. 1   | Christian Lopez, Marc Berdoll, Dominique Rocheteau                                                                                |
| 21.   | Anglie                | 1 – 3                   | MS 1982 | základní skup. 4   | Gérard Soler |
| 22.   | Kuvajt                | 4 – 1                   | MS 1982 | základní skup. 4   | Bernard Genghini, Michel Platini, Didier Six, Maxime Bossis                                                                       |
| 23.   | Československo        | 1 – 1                   | MS 1982 | základní skup. 4   | Didier Six |
| 24.   | Rakousko              | 1 – 0                   | MS 1982 | 2 sk.fáze – sk. D  | Bernard Genghini |
| 25.   | Severní Irsko         | 4 – 1                   | MS 1982 | 2 sk.fáze – sk. D  | Alain Giresse (2), Dominique Rocheteau (2)                                                                                        |
| 26.   | SRN                   | 3 – 3 (PP) (pen. 4 - 5) | MS 1982 | semifinále         | Michel Platini (penalta), Marius Trésor, Alain Giresse penalty: Alain Giresse, Manuel Amoros, Dominique Rocheteau, Michel Platini |
| 27.   | Polsko                | 2 – 3                   | MS 1982 | o 3. místo         | René Girard, Alain Couriol |
| 28.   | Kanada                | 1 – 0                   | MS 1986 | základní skup. C   | Jean-Pierre Papin |
| 29.   | Sovětský svaz         | 1 – 1                   | MS 1986 | základní skup. C   | Luis Fernández |
| 30.   | Maďarsko              | 3 – 0                   | MS 1986 | základní skup. C   | Yannick Stopyra, Jean Tigana, Dominique Rocheteau                                                                                 |
| 31.   | Itálie                | 2 – 0                   | MS 1986 | osmifinále         | Michel Platini, Yannick Stopyra                                                                                                   |
| 32.   | Brazílie              | 1 – 1 (PP) (pen. 4 - 3) | MS 1986 | čtvrtfinále        | Michel Platini penalty: Yannick Stopyra, Manuel Amoros, Bruno Bellone, Luis Fernández                                             |
| 33.   | SRN                   | 0 – 2                   | MS 1986 | semifinále         | Ne |
| 34.   | Belgie                | 4 – 2 (PP)              | MS 1986 | o 3. místo         | Jean-Marc Ferreri, Jean-Pierre Papin, Bernard Genghini, Manuel Amoros (penalta)                                                   |
| 35.   | Jihoafrická republika | 3 – 0                   | MS 1998 | základní skup. C   | Christophe Dugarry, Pierre Issa (vlastní RSA), Thierry Henry                                                                      |
| 36.   | Saúdská Arábie        | 4 – 0                   | MS 1998 | základní skup. C   | Thierry Henry (2), David Trézéguet, Bixente Lizarazu                                                                              |
| 37.   | Dánsko                | 2 – 1                   | MS 1998 | základní skup. C   | Youri Djorkaeff (penalta), Emmanuel Petit                                                                                         |
| 38.   | Paraguay              | 1 – 0                   | MS 1998 | osmifinále         | Laurent Blanc (Zlatý gól) |
| 39.   | Itálie                | 0 – 0 (PP) (pen. 4 - 3) | MS 1998 | čtvrtfinále        | penalty: Zinédine Zidane, David Trézéguet, Thierry Henry, Laurent Blanc                                                           |
| 40.   | Chorvatsko            | 2 – 1                   | MS 1998 | semifinále         | Lilian Thuram (2) |
| 41.   | Brazílie              | 3 – 0                   | MS 1998 | finále             | Zinédine Zidane (2), Emmanuel Petit                                                                                               |
| 42.   | Senegal               | 0 – 1                   | MS 2002 | základní skup. A   | Ne |
| 43.   | Uruguay               | 0 – 0                   | MS 2002 | základní skup. A   | Ne |
| 44.   | Dánsko                | 0 – 2                   | MS 2002 | základní skup. A   | Ne |
| 45.   | Švýcarsko             | 0 – 0                   | MS 2006 | základní skup. G   | Ne |
| 46.   | Jižní Korea           | 1 – 1                   | MS 2006 | základní skup. G   | Thierry Henry |
| 47.   | Togo                  | 2 – 0                   | MS 2006 | základní skup. G   | Patrick Vieira, Thierry Henry |
| 48.   | Španělsko             | 3 – 1                   | MS 2006 | osmifinále         | Franck Ribéry, Patrick Vieira, Zinédine Zidane                                                                                    |
| 49.   | Brazílie              | 1 – 0                   | MS 2006 | čtvrtfinále        | Thierry Henry |
| 50.   | Portugalsko           | 1 – 0                   | MS 2006 | semifinále         | Zinédine Zidane (penalta) |
| 51.   | Itálie                | 1 – 1 (PP) (pen. 3 - 5) | MS 2006 | finále             | Zinédine Zidane (penalta) penalty: Sylvain Wiltord, Éric Abidal, Willy Sagnol                                                     |
| 52.   | Uruguay               | 0 – 0                   | MS 2010 | základní skup. A   | Ne |
| 53.   | Mexiko                | 0 – 2                   | MS 2010 | základní skup. A   | Ne |
| 54.   | Jihoafrická republika | 1 – 2                   | MS 2010 | základní skup. A   | Florent Malouda |
| 55.   | Honduras              | 3 – 0                   | MS 2014 | základní skupina E | Karim Benzema (1 + 1 penalta), Noel Valladares (vlastní HON)                                                                      |
| 56.   | Švýcarsko             | 5 – 2                   | MS 2014 | základní skup. E   | Olivier Giroud, Blaise Matuidi, Mathieu Valbuena, Karim Benzema, Moussa Sissoko                                                   |
| 57.   | Ekvádor               | 0 – 0                   | MS 2014 | základní skup. E   | Ne |
| 58.   | Nigérie               | 2 – 0                   | MS 2014 | osmifinále         | Paul Pogba, Joseph Yobo (vlastní NGA)                                                                                             |
| 59.   | Německo               | 0 – 1                   | MS 2014 | čtvrtfinále        | Ne |
| 60.   | Austrálie             | 2 – 1                   | MS 2018 | základní skupina C | Antoine Griezmann (penalta), Paul Pogba                                                                                           |
| 61.   | Peru                  | 1 – 0                   | MS 2018 | základní skupina C | Kylian Mbappé |
| 62.   | Dánsko                | 0 – 0                   | MS 2018 | základní skupina C | Ne |
| 63.   | Argentina             | 4 – 3                   | MS 2018 | osmifinále         | 2x Kylian Mbappé, Antoine Griezmann (penalta), Benjamin Pavard                                                                    |
| 64.   | Uruguay               | 2 – 0                   | MS 2018 | čtvrtfinále        | Raphaël Varane, Antoine Griezmann                                                                                                 |
| 65.   | Belgie                | 1 – 0                   | MS 2018 | semifinále         | Samuel Umtiti |
| 66.   | Chorvatsko            | 4 – 2                   | MS 2018 | finále             | Mario Mandžukić (vlastní branka Chorvatska), Antoine Griezmann (penalta), Paul Pogba, Kylian Mbappé                               |
| 67.   | Austrálie             | 4 – 1                   | MS 2022 | základní skupina D | Adrien Rabiot, Olivier Giroud, Kylian Mbappé                                                                                      |
| 68.   | Dánsko                | 2 – 1                   | MS 2022 | základní skupina D | Kylian Mbappé (2) |
| 69.   | Tunisko               | 0 – 1                   | MS 2022 | základní skupina D | Ne |
| 70.   | Polsko                | 3 – 1                   | MS 2022 | osmifinále         | 2x Kylian Mbappé, Olivier Giroud                                                                                                  |
| 71.   | Anglie                | 2 – 1                   | MS 2022 | čtvrtfinále        | Aurélien Tchouaméni, Olivier Giroud                                                                                               |
| 72.   | Maroko                | 2 – 0                   | MS 2022 | semifinále         | Theo Hernández, Randal Kolo Muani                                                                                                 |
| 73.   | Argentina             | 3 – 3 (PP) (pen. 2 - 4) | MS 2022 | finále             | Kylian Mbappé (1 + 2 penalty) penalty Kylian Mbappé Kingsley Coman Aurélien Tchouaméni Randal Kolo Muani                          |